# Fatherland (boek)

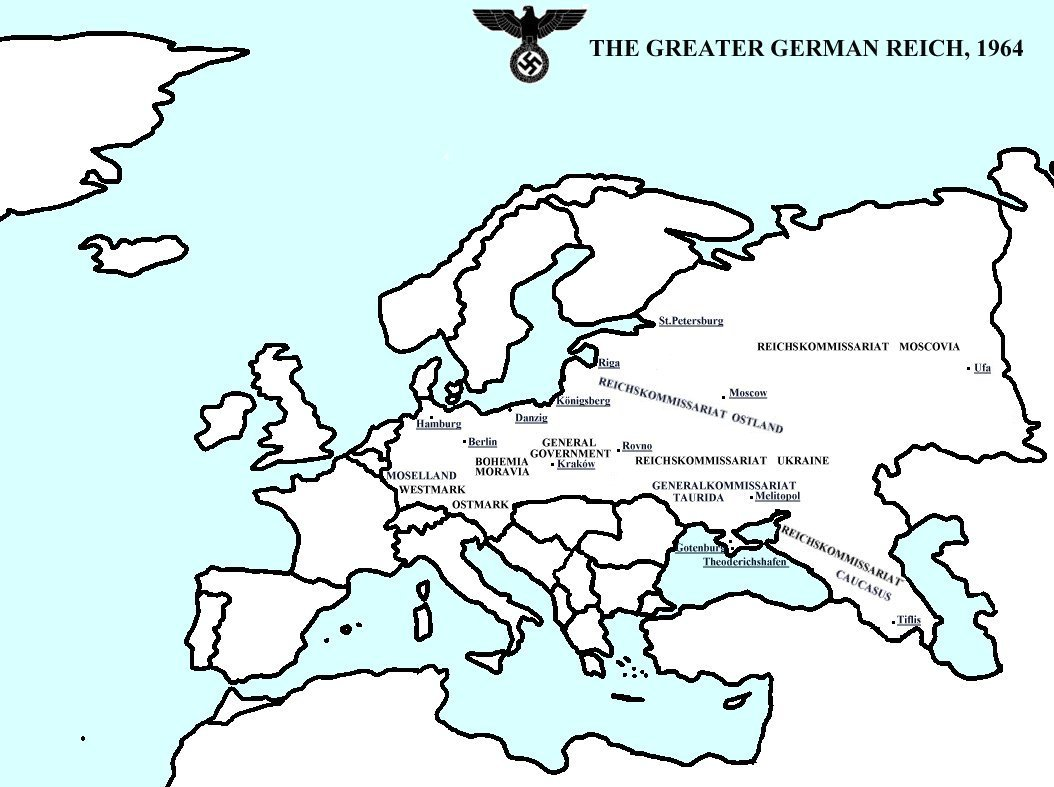
Europa in 1964 volgens Fatherland

Fatherland (Vaderland) is een boek uit 1992 van schrijver Robert Harris. De roman was een groot succes en is in meer dan 25 talen vertaald.
Het boek werd in 1994 verfilmd onder dezelfde titel, met in de hoofdrollen Rutger Hauer en Miranda Richardson.

## Verhaal
Het verhaal speelt zich af in een fictieve versie van Duitsland waarin Adolf Hitler de Tweede Wereldoorlog gewonnen heeft en heel Oost-Europa heeft geannexeerd. De rest van Europa heeft wel zijn eigen regeringen teruggekregen, maar is gedwongen een bondgenootschap te vormen met nazi-Duitsland; de Europese Gemeenschap. De Britse regering is naar Canada gevlucht. Japan is wel verslagen door de geallieerden, maar heeft zich inmiddels voldoende hersteld om de Olympische Spelen van 1964 te kunnen organiseren. 
Fatherland speelt zich af in het Berlijn dat Hitler voor ogen had, de culturele en architectonische hoofdstad van zijn Derde Rijk, ontworpen door zijn persoonlijk architect Albert Speer. Zeven dagen vóór Hitlers vijfenzeventigste verjaardag in april 1964 wordt het dode lichaam van een belangrijke minister drijvend gevonden in een meer aan de rand van Berlijn. Een gevoelige samenzwering staat op het punt ontdekt te worden. De Duitse overheid wil alles natuurlijk zo discreet mogelijk houden.
Dit alles gebeurt in een tijd waarin de banden tussen het sterke nazi-Duitsland en zijn laatste economische concurrent Amerika worden aangehaald door een samenwerking op poten te zetten. Dit is nodig omdat de Duitse economie nog altijd zwak is vanwege de oorlog.